# الكسمبر
الكسمبر هي قرية من قري محافظة الكاملين بولاية الجزيرة في جمهورية السودان. تبعد حوالي 89 كم جنوب الخرطوم عاصمة السودان. 

## نبذة
تقع الكسمبر بجوار النيل الأزرق من الضفة الغربية وعندها يكون النيل الأزرق قد شكل التفاف من الشرق للغرب وعليه فإن موقعها بالنسبة للنيل الأزرق هو من الجانب الجنوبي.
تحدها من الشرق قرية الحليلة ومن الغرب ود الترابي ومن الشمال النيل الأزرق وبعده قرية ود عشيب ومن الجنوب مساحات مزروعة من مشروع الجزيرة.

## السكان
غالب سكان الكسمبر من قبيلة المسلمية، والتي يصل نسبها للخليفة الراشد، أبي بكر الصديق. وهناك بعض السكان من قبائل المحس والحلاويين والشكرية.
المهنة السائدة للسكان هي الزراعة، كما أن هناك من يعمل في الوظائف الحكومية مثل التعليم والصحة والادارات الحكومية وبعض السكان يعمل بالتجارة وتربية المواشي وقليل من يعمل بالصناعة والاستثمار.